# Adonisea crenilinea
Adonisea crenilinea là một loài bướm đêm trong họ Noctuidae.